# Claudia Eder
Claudia Eder (* 7. Februar 1948 in Augsburg) ist eine deutsche Opern-, Lied- und Konzertsängerin in der Stimmlage Mezzosopran.

## Leben
Claudia Eder studierte Gesang und Violoncello an der Musikhochschule München sowie der Musikhochschule Frankfurt am Main und setzte ihre Studien in Mailand und Budapest fort. Ihre Lehrer waren Marianne Schech, Elsa Cavelti, Jenö Sipos und Maria Castellani. Im Alter von 25 Jahren debütierte sie in der Rolle La Muse/Niklausse in Hoffmanns Erzählungen am Theater Bielefeld. Es folgten Engagements am Hessischen Staatstheater Wiesbaden sowie am Staatstheater am Gärtnerplatz. Weitere Stationen waren die Deutsche Oper am Rhein in Düsseldorf und die Volksoper Wien. Zahlreiche Gastverträge führten Eder an die großen europäischen und außereuropäischen Musikbühnen, unter anderem nach Barcelona, Madrid, London, Turin, Venedig, Rom, Paris, Genf, Antwerpen, New York, Chicago, Los Angeles und Tokyo. Sie wirkte unter anderem bei den Salzburger Festspielen, den Wiener Festwochen, den Schwetzinger Festspielen, den Donaueschinger Musiktagen und dem Schleswig-Holstein Musik Festival mit. 
Eder wirkt auch als Lied- und Konzertsängerin. Ihr Repertoire reicht von der Musik der Renaissance über Barockmusik bis zur Neuen Musik und umfasst die Gattungen Oper, Lied und Oratorium. 
Seit 1988 lehrt Eder als Professorin für Gesang an der Hochschule für Musik Mainz. Dort gründete sie 2004 die Internationale Sommerschule Singing Summer und im Jahr 2010 Barock vokal, ein Exzellenzprogramm für junge Opern- und Konzertsänger. 2009 wurde der Abteilung Gesang unter ihrer Leitung im Exzellenzwettbewerb des Landes Rheinland-Pfalz der Preis für herausragende Leistungen in Studium, Lehre und künstlerischer Entwicklungsarbeit zuerkannt. Außerdem gibt sie Meisterkurse im In- und Ausland. Sie arbeitet ferner seit 1991 als Projektleiterin, Regisseurin und Gesangscoach für das Internationale Festival für junge Opernsänger der Kammeroper Schloss Rheinsberg.
Eder ist Mitglied der Akademie der Wissenschaften und der Literatur Mainz und der Europäischen Akademie der Wissenschaften und Künste.
Verheiratet war Eder mit dem im Juni 2024 verstorbenen Historiker Lothar Gall.

## Opernrepertoire (Auswahl)
- Bizet: Titelrolle in Carmen
- Humperdinck: Hänsel in Hänsel und Gretel
- Mozart: Cherubino in Le nozze di Figaro
- Mozart: Dorabella in Così fan tutte
- Rossini: Angelina in La Cenerentola
- Rossini: Rosina in Il barbiere di Siviglia
- Richard Strauss: Octavian in Der Rosenkavalier
- Richard Strauss: Komponist in Ariadne auf Naxos
- Thomas: Mignon in Mignon
- Verdi: Mrs. Meg Page in Falstaff

## Auszeichnungen
- 2006 Akademiepreis der Akademie der Wissenschaften und der Literatur Mainz
- 2009 Preis des Landes Rheinland-Pfalz für herausragende Lehrleistungen
- 2009 Ernennung zum Fellow des Gutenberg Forschungskollegs der Johannes Gutenberg-Universität Mainz[5]
- 2021 Verdienstorden des Landes Rheinland-Pfalz[6]

## Diskografie (Auswahl)
- Offenbach: Les Contes d’Hoffmann (Deutsche Grammophon; 1991)
- Millennium 1880–1900 (Deutsche Grammophon; 2001)